# Ischnus facialis
Ischnus facialis är en stekelart som först beskrevs av Szepligeti 1916.  Ischnus facialis ingår i släktet Ischnus och familjen brokparasitsteklar. Inga underarter finns listade i Catalogue of Life.